# الدوري التشيكوسلوفاكي 1980–81
الدوري التشيكوسلوفاكي 1980–81 هو الموسم 74 من الدوري التشيكوسلوفاكي ‏. أشرف على تنظيمه اتحاد جمهورية التشيك لكرة القدم، وكان عدد الأندية المشاركة فيه 16، وفاز فيه بانيك أوسترافا.